# Hyundai Terracan
Hyundai Terracan (кор. 현대 테라칸) — среднеразмерный внедорожник южнокорейской компании Hyundai Motor. Выпускался с 2001 года по 2007 год. Был разработан Hyundai на базе платформы Mitsubishi Pajero V20, как пятидверный внедорожник среднего размера, став преемником трёхдверного Galloper. Продавался в Азии, Европе, Африке и некоторых странах Америки.
Преемником стал внедорожник Hyundai Veracruz, также известный в Европе и России как Hyundai ix55.

## Описание
Внедорожник Hyundai Terracan пришёл на смену «Галлоперу» и стал производиться на заводе в корейском Ульсане в 2001 году. С технической точки зрения автомобиль был похож на предшественника — у него была рамная конструкция с неразрезным задним мостом. Предлагалось два типа полноприводной трансмиссии — с жёстко подключамым передним мостом или электронноуправляемой муфтой, автоматически подключающей передний мост. У обеих версий была раздатка с понижающей передачей. Hyundai Terracan выпускался только с пятидверным кузовом, но в салоне могло быть пять или семь мест.
Гамма силовых агрегатов состояла из двух турбодизелей 2.5 (100 л. с.) и 2.9 (150 л. с.), а также бензинового двигателя V6 объемом 3,5 литра и мощностью 195 сил. Коробки передач — пятиступенчатая механическая или четырёхступенчатый АКПП. В 2003 году 2,5-литровую дизельную версию сняли с производства, а мощность дизельной модификации 2.9 CRDI подняли до 163 л. с.; в том же году автомобиль получил слегка обновлённую внешность.

## Галерея

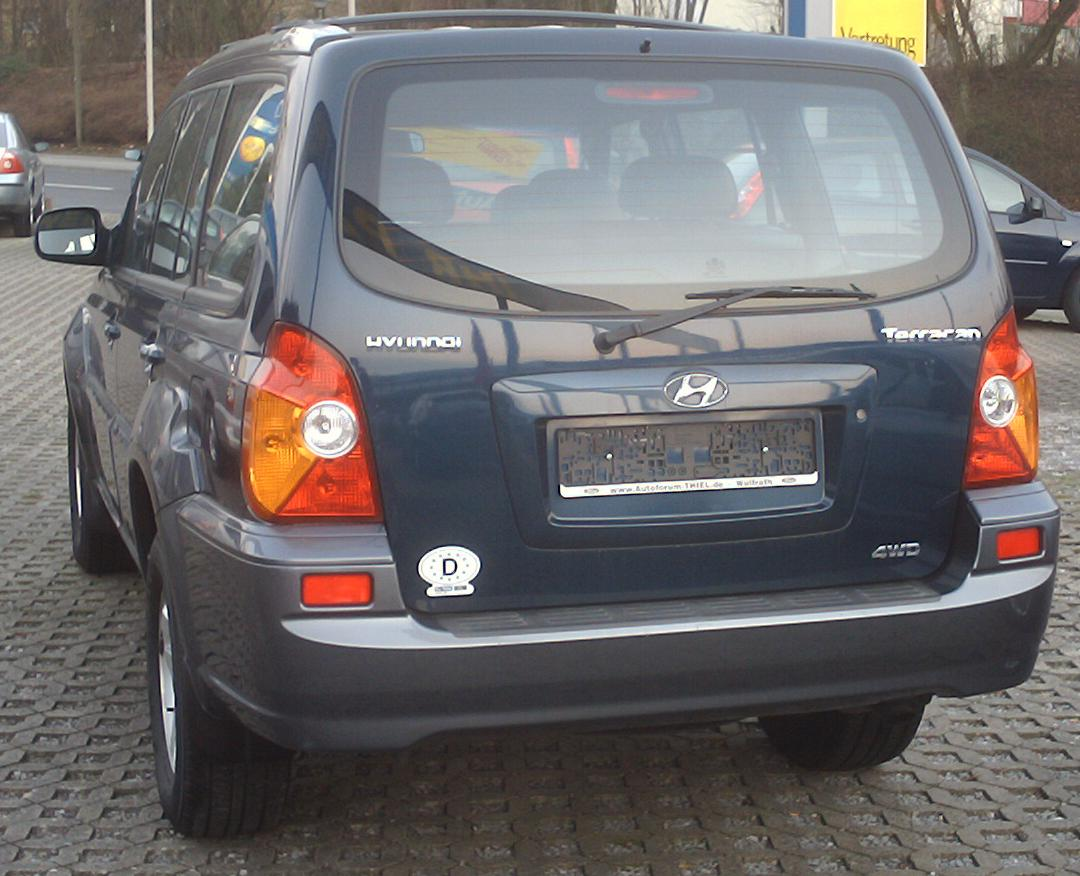
Вид сзади (2001—2004)
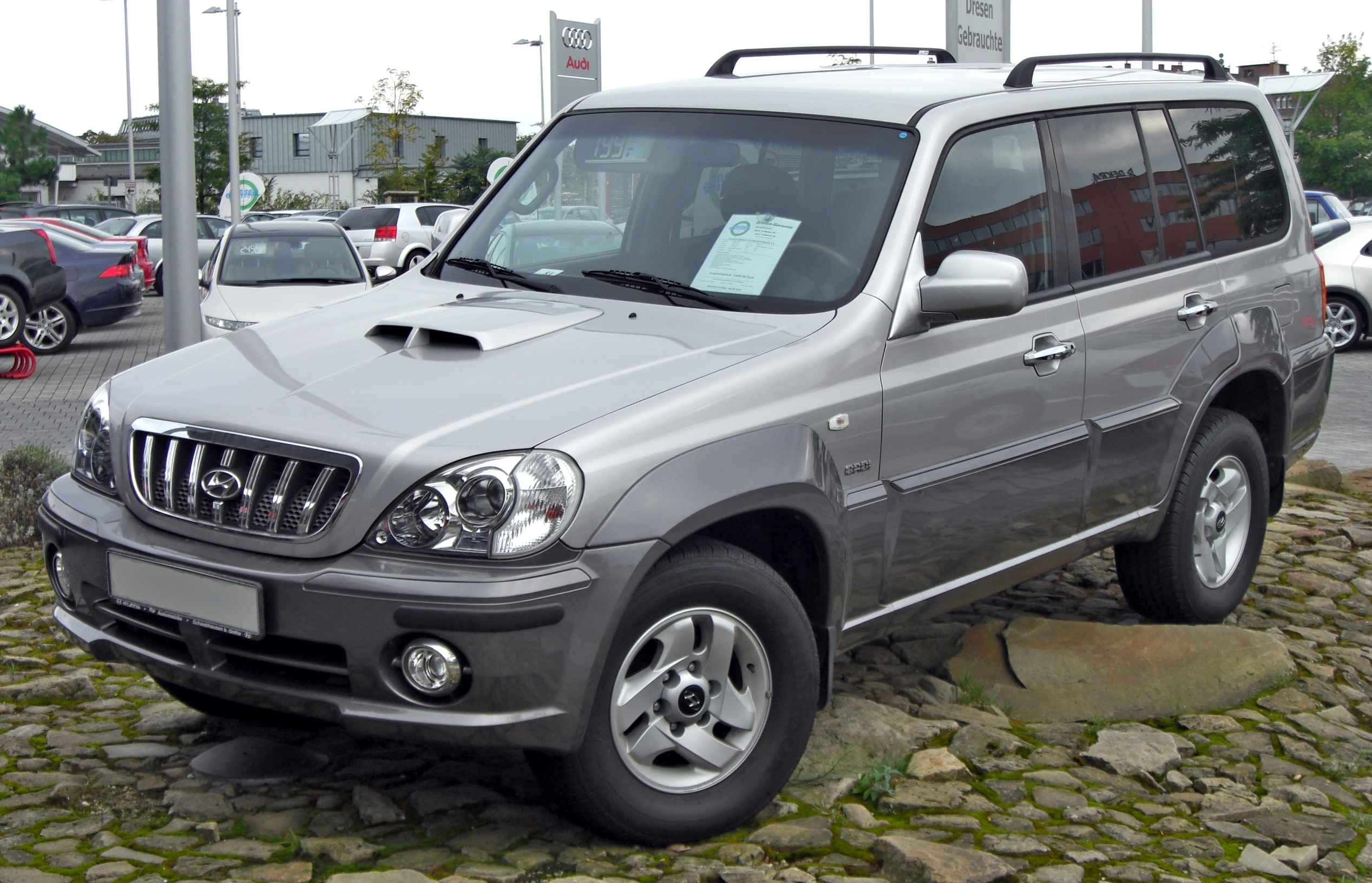
Hyundai Terracan (2001—2004)
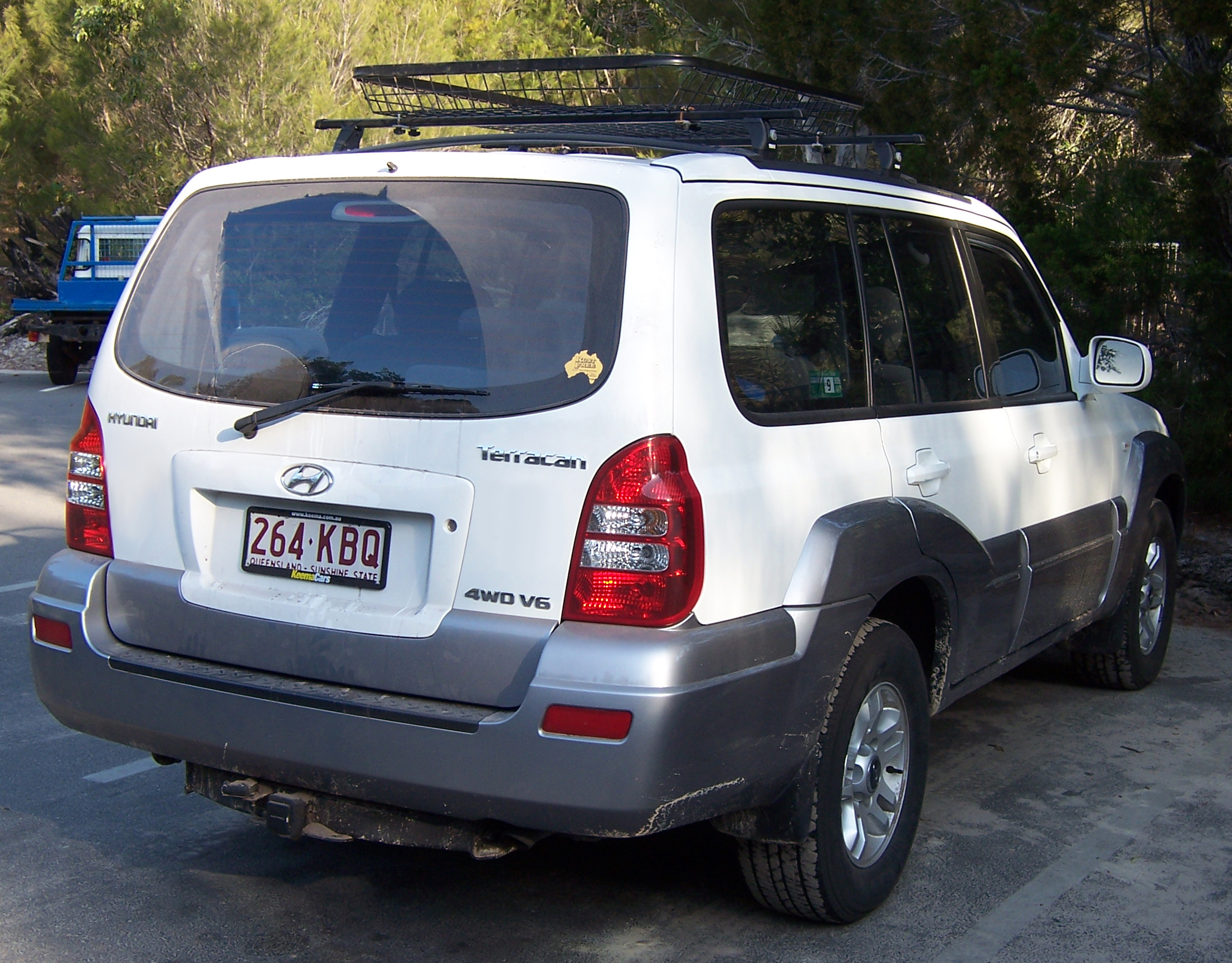
Hyundai Terracan rear view (2004—2007)
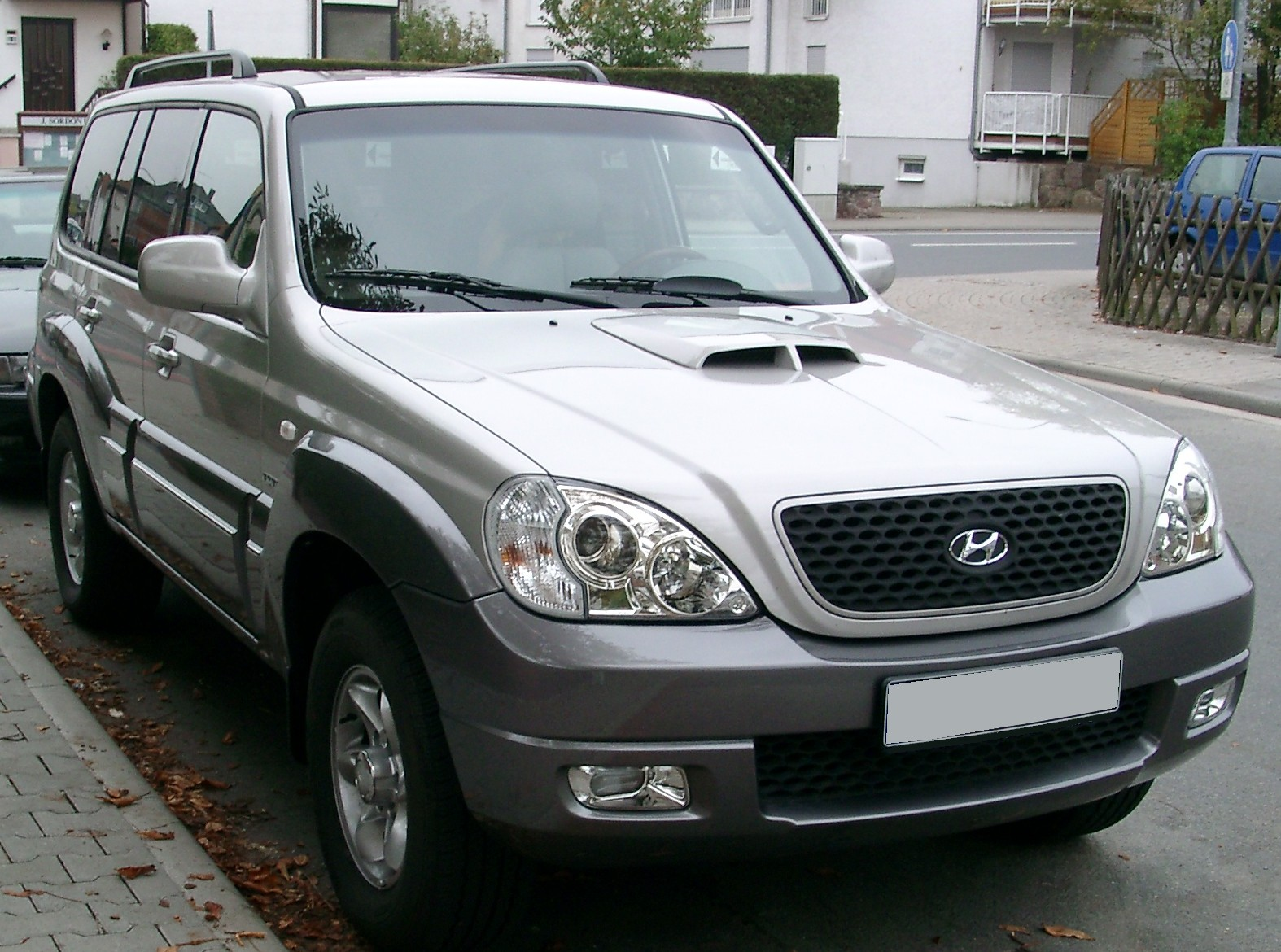
Вид спереди (2004—2007)
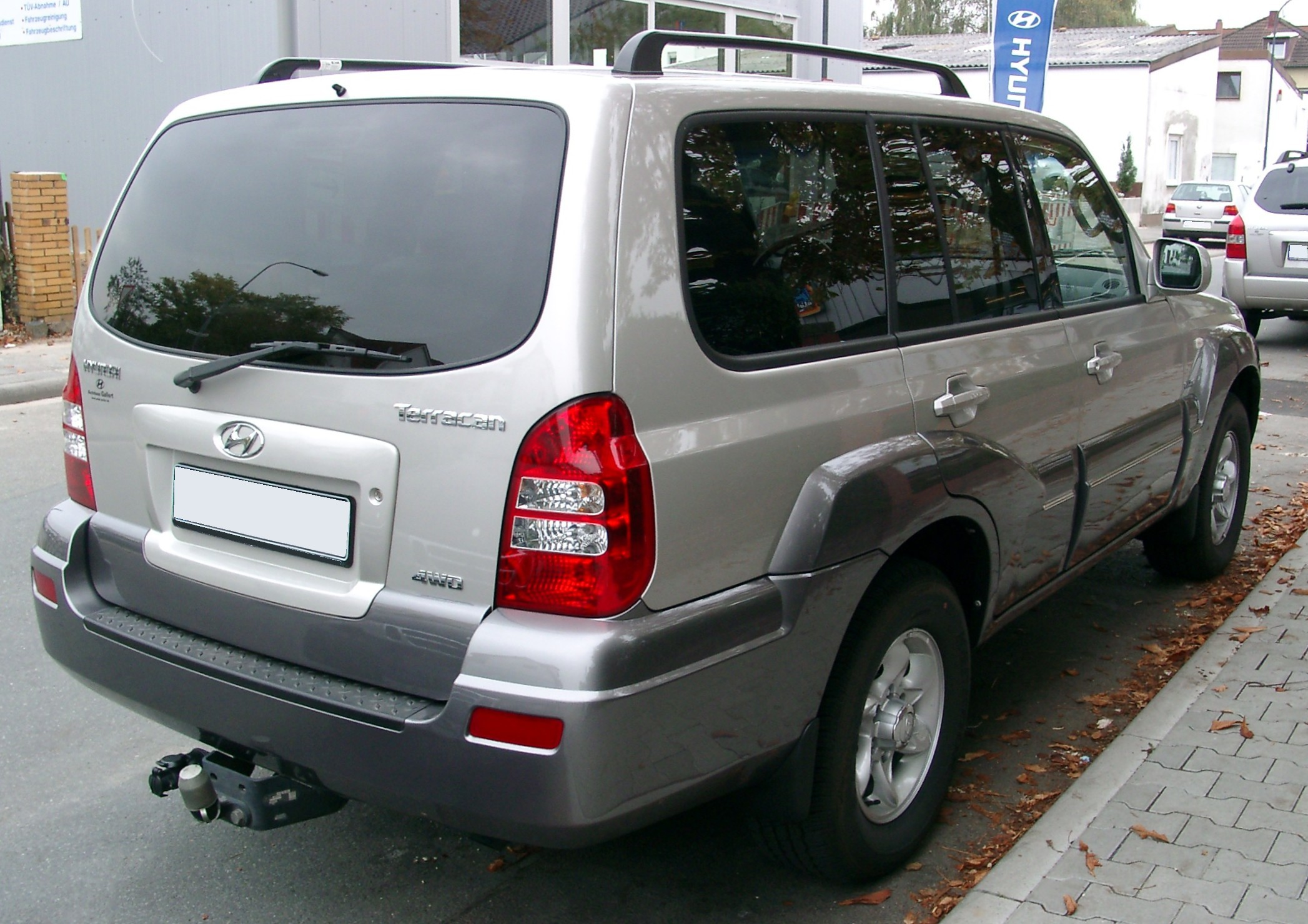
Вид сзади (2004—2007)